# 72
72 a fost un an bisect din calendarul iulian.